# Mogwacha
El mogwacha es un té coreano tradicional hecho con membrillo chino (mogwa en coreano). Hay dos formas de preparar mogwacha: hirviendo membrillo chino seco o diluyendo su jugo en agua hirviendo.